# Bitka za Kruti (2022)
Bitka za Kruti je potekala med 28. februarjem in 1. marcem 2022, tako kot leta 1918, med vasema Pamjatne in Koroše Ozero med rusko vojno proti Ukrajini.

## Potek dogodkov

### 28. februar
Zaradi požara po udaru rakete MLRS BM-27 Uragan je bil premik ruske kolone proti notranjosti zakasnjen.

### 1. marec
Med vasema Pamjatne in Koroše Ozero je potekala bitka med ukrajinskimi oboroženimi silami in ukrajinsko teritorialno obrambo ter ruskim oboroženim silami. Trupla 200 mrtvih ruskih vojakov in častnikov so v 2 tovornjakih KAMAZ prepeljali skozi vas Pliski v Sumsko regijo.